# Nyagasumira
Nyagasumira är ett vattendrag i Burundi. Det ligger i den centrala delen av landet, 50 km sydost om huvudstaden Bujumbura.
Omgivningarna runt Nyagasumira är en mosaik av jordbruksmark och naturlig växtlighet. Runt Nyagasumira är det ganska tätbefolkat, med 166 invånare per kvadratkilometer.